# Электрический контакт
Электрический контакт — поверхность соприкосновения проводящих электрический ток материалов, обладающая электропроводностью, или приспособление, обеспечивающее такое соприкосновение (соединение). В зависимости от природы соприкасающихся материалов различают электрические контакты типа проводник—проводник (механические контакты), проводник—полупроводник и полупроводник—полупроводник.

## Описание
Реальная площадь контакта в сотни раз меньше номинальной площади контактирующих поверхностей из-за шероховатости, неровности, наличия непроводящих плёнок. При этом под воздействием нагрузки разные области площади деформируются по-разному, электрический ток проходит только через область контакта, линии тока стягиваются к ним, в итоге возникает «сопротивление стягивания».
Сопротивление стягивания для контакта материалов с удельным сопротивлением {\displaystyle {\rho }}:
{\displaystyle R_{c}=\rho /2a},
где {\displaystyle a} — радиус контактной области.
Таким образом, общее контактное сопротивление складывается из сопротивления материалов.
Проблема создания надежных электрических контактов до сих пор является нерешённой. Трудность этой задачи заключается в следующем:
- Поскольку поверхности электрических контактов являются шероховатыми, а сопротивление проводника обратно пропорционально площади его поперечного сечения, то рабочая площадь электрического контакта заметно меньше его геометрических размеров. Форма неровностей поверхности, значительно влияет на величину переходного сопротивления и эксплуатационные свойства электрических контактов: износоустойчивость трущихся поверхностей, коррозионную устойчивость и др.
- Окружающая среда оказывает существенное влияние на работу электрических контактов. В случае контакта между разнородными металлами, имеющими разные электрохимические потенциалы, при взаимодействии содержащихся в атмосфере различных оксидов (CO2, SO2 и др.) с влагой воздуха образуются растворы кислот, которые являясь электролитом, вызовут гальванический процесс между электродами контактной пары. Электрохимическая коррозия приведёт к постепенному разрушению контактного соединения. Кроме того, с течением времени возможно окисление самих контактных поверхностей, приводящее к возрастанию переходного сопротивления.
- На долговечность электрических контактов также оказывают влияние такие факторы как: возможный перегрев площади контакта, фреттинг, электромиграция, различия коэффициентов термического расширения контактирующих проводников, сила тока и др.

## Неразъёмные контакты
Неразъёмные контакты в полном смысле этого слова не являются абсолютно неразъёмными, но для их разъединения требуется, по меньшей мере, частичное разрушение контакта.
Примеры неразъёмных контактов:
- паяные соединения (например, в печатных платах)
- сварные соединения (например, микросварка проволочных выводов)
- обжимные соединения (например, подключение разъёмов к проводам)
- заклёпочные соединения
- монтаж накруткой
- клеевое соединение.

## Контакты, разъём которых осуществляется при помощи инструментов
К контактам, разъём которых производятся при помощи инструментов, относятся:
- клеммы
- резьбовое соединение (например, токоведущие шины, навинчивающиеся на наконечники проводов).

В более широком смысле, паяные и соединения и монтаж накруткой также относятся к контактам, разъём которых может быть произведён при помощи инструмента (условно-разъёмным соединениям).

## Разъёмные контакты
Штекерные соединения, резьбовые соединения с винтами или резьбой Эдисона (лампочки, винтовые фиксаторы) можно отсоединить вручную. Разъёмные контакты должны выдерживать меньше срабатываний, чем коммутационные контакты, при этом на первый план выходит сохранение низкого контактного сопротивления. Поэтому они часто изготавливаются из базовых материалов с серебряным или золотым покрытием. Другими распространенными покрытиями являются олово и хром. Съёмные штекерные и винтовые контакты без покрытия изготавливают, например, из меди, бронзы или латуни.
Стабильное контактное сопротивление является важной характеристикой хорошего контакта. Изменения контактного сопротивления могут иметь различные причины. Одна из них — электрическое пробивание высокоомных коррозионных и внешних слоев, также называемое фриттингом. Для устранения влияния фриттинга штекерных соединений используются испытательный ток и максимально допустимое падение напряжения. Явным признаком фриттинга является излом напряжения и тока, который указывает на скачок контактного сопротивления. Решающее значение для изменения контактного сопротивления вследствие фриттинга является напряжение на контакте. При общих испытаниях штекерных соединений использование слишком большого измерительного тока и чрезмерно высокого напряжения разомкнутой цепи может привести к фриттингу. Поэтому стандарт проверки штекерных разъёмов Norm IEC512 Teil 2 предписывает максимальный измерительный ток 100 мА, а также максимальное напряжение холостого хода — 20 мВ.

## Переключающие контакты
Переключающие контакты можно встретить в контакторах, реле, кнопках / переключателях. Они являются самыми сложными электрическими контактами, потому что им часто приходится поддерживать свои механические и электрические свойства в течение многих миллионов рабочих циклов (циклов переключения):
- чтобы не происходило окисления, требуется устойчивость к коррозии — используются благородные металлы в качестве материала, либо контакт работает в вакууме, защитном газе или масле
- чтобы не происходило электроэрозии, они имеют высокую температуру плавления (вольфрам) при высоких мощностях.
- для достижения низкого контактного сопротивления они должны иметь очень хорошую электропроводность (медь, серебро)
- они не должны иметь тенденцию к сварке (например, серебро с примесью оксида олова, ранее — оксид кадмия).

Все эти свойства не могут быть объединены в одном переключающем контакте, поэтому контакты для высокой мощности состоят из других материалов, нежели контакты для малой мощности. Часто переключающие контакты также состоят из комбинаций материалов — например, медные или бронзовые контакты, покрытые благородным металлом для небольших значений мощности, а также пористые вольфрамовые контакты, заполненные серебром, для больших мощностей.
Распространены также позолоченные серебряные контакты, которые при малой мощности переключения сохраняют свое низкое контактное сопротивление (слой золота) и, как только они используются для большой мощности переключения, теряют свой золотой слой, обнажая прочный серебряный контакт. Переключающие контакты в реле и небольших переключателях часто рассчитаны на то, чтобы их можно было использовать как для сигнальных целей, так и для высоких коммутационных мощностей.
Несмотря на высокую проводимость, серебро имеет ограниченную пригодность только для небольших коммутационных мощностей, поскольку оно образует слои сульфида серебра.
Наиболее важными характеристиками переключающего контакта, указываемыми производителем, являются:
- коммутационная способность
- максимальное напряжение переключения
- термально терпимый ток длительной нагрузки
- максимальный пусковой ток и разрывная мощность на определенной нагрузке.

Переключающие контакты (клавиши, клавиатуры) для высокоомных сигналов часто состоят из сопряжения эластомерного разъёма с одной стороны и золота с другой стороны. Они очень надёжны и демонстрируют низкий дребезг контактов.
Дребезг переключающих контактов — это периодическое замыкание и повторное размыкание в момент переключения. Это приводит к усилению обгорания контактов переключателя или даже к сварке («склеиванию») контактов. Цифровые схемы иногда работают так быстро, что без контрмер многократный контакт будет интерпретироваться при одном нажатии как многократная команда, в таких случаях необходима отладка.

## Скользящие контакты
Скользящие контакты предназначены для контакта движущихся деталей. В качестве примеров могут служить коммутаторы, токоприёмники, контактные кольца и датчики положения, такие как потенциометры или энкодеры. В качестве материалов используются сопряжения из меди/медных сплавов и графита, а также сопряжения благородных металлов.

## Самоочищающиеся контакты
Самоочищающийся контакт — это тип контакта с действием, при котором при котором один из контактов трется о противоположный, тем самым очищая примеси, осевшие в точке трения. Использование гибкого контактного рычага приводит к тому, что очищаемая поверхность контакта трётся о противоположную, когда рычаг слегка согнут. Это удаляет ржавчину и загрязнения с поверхности электрического контакта, препятствуя электрическому сопротивлению, вызванному скопившейся грязью.

## Раздвоенные контакты
В раздвоенном контакте каждый контактный рычаг разделен на два меньших рычага, каждый со своим собственным контактом. Для этой схемы может использоваться только одна электрическая цепь. Это конструктивная особенность, помогающая обеспечить более стабильную механическую работу, улучшить электрический контакт и лучшее рассеяние тепла.

## Формы контактов
Национальная ассоциация производителей реле и её преемник, Ассоциация производителей реле и коммутаторов, определяют 23 различных типа электрических контактов, использующихся в реле и выключателях. Из этих форм контактов наиболее распространены следующие:

### Контакты формы A
Обычно контакты формы A — это нормально разомкнутые контакты. Контакты разомкнуты, когда отсутствует питающая сила (магнит или реле соленоида). Когда она присутствует, то контакт замыкается. Обозначается как SPST-NO.

### Контакты формы B
Нормально замкнутые контакты. Действие логически обратно действию контактов формы A. Обозначаются SPST-NC.

### Контакты формы C
Контакты формы C («переключающие» или «передающие» контакты) состоят из двух пар контактов — нормально замкнутой и нормально разомкнутой, которые управляются одним и тем же устройством; между контактами каждой пары имеется общее электрическое соединение, в результате которого образуются только три типа зажимов. Обычно они обозначаются как нормально разомкнутые, взаимные и нормально закрытые (NO-C-NC). Обозначается SPDT.
Эти контакты довольно часто встречаются в электрических выключателях и реле, поскольку общий контактный элемент обеспечивает механически экономичный способ обеспечения большего числа контактов.

### Контакты формы D
Контакты формы D (контакты «с непрерывной передачей») отличаются от контактов формы C только одним аспектом — порядком прерывания во время перехода. Если форма C гарантирует, что на короткое время оба соединения разомкнуты, то форма D обеспечивает что на короткое время все три зажима будут замкнуты.Это относительно необычная конфигурация.

### Контакты формы K
Контакты формы K (центральные) отличаются от формы C тем, что имеется центральное или нормально разомкнутое положение, при котором не выполняется ни одно соединение. Тумблеры SPDT с центральным положением выключения распространены, а вот реле с такой конфигурацией встречаются относительно редко.

### Контакты формы X
Контакты формы X, или двойные контакты, эквивалентны двум последовательным контактам формы A, механически соединённым и управляемым одним приводом, а также могут быть описаны как контакты SPST-NO. Они обычно встречаются в контакторах и тумблерах, предназначенных для работы с индуктивными нагрузками высокой мощности.

### Контакты формы Y
Контакты формы Y, или контакты с двойным размыканием, эквивалентны двум последовательно соединенным контактам формы B, механически соединённым и управляемым одним приводом, а также могут быть описаны как контакты SPST-NC.

### Контакты формы Z
Контакты типа Z, или двойные контакты с двойным замыканием, сходны с контактами формы C, но они почти всегда имеют четыре внешних соединения: два для нормально разомкнутого соединения и два для нормально замкнутого. Как и в случае форм X и Y, оба пути тока включают два последовательных контакта, механически соединённых и управляемых одним приводом. Также как и форма C, обозначаются SPDT.

## Материалы
К покрытию поверхности электрических контактов предъявляются высокие требования, особенно в электрических реле с большим количеством циклов переключения (рабочих циклов). При напряжениях выше 50 вольт и сильных токах образуются дуги. Они могут расплавить основной материал и способствовать окислению поверхности. Соединения вольфрама устойчивы к высоким температурам, но имеют довольно высокое контактное сопротивление. Золотое покрытие хорошо проводит ток и защищает от коррозии, но быстро изнашивается.
Для реле малой мощности (приблизительно до 20 Ампер) хорошим решением является сплав серебро-никель. Для высоких нагрузок (100 Ампер) оптимальным материалом, предотвращающим спайку контактов, считается оксид кадмия, сплавленный с серебром (AgCdO). С другой стороны, директива RoHS предписывает по возможности отказаться от кадмия. Хорошей альтернативой служит оксид олова, также сплавленный с серебром.
Основные требования к материалу контакта:
- устойчивость к коррозии
- высокая электро- и теплопроводность
- низкая эрозия
- устойчивость к образованию плёнки с высоким сопротивлением
- высокие значения напряжения
- высокая температура плавления (дугостойкость)
- простота обработки материала
- невысокая стоимость.

В целом, контакты могут быть изготовлены из самых разнообразных материалов. Типичными материалами являются:
- сплавы серебра[6]
- золото
- металлы платиновой группы
- углерод[7]
- медь[8]
- никель
- алюминий
- молибден
- вольфрам и его соединения
- металлокерамика.

### Классификация по составу
- Полупроводниковые контакты. В случае полупроводниковых переключателей трудно говорить о контактах, так как полупроводник просто проводит или не проводит ток. Однако и здесь во время включения или коммутации некоторое количество энергии будет рассеиваться в полупроводнике. В разомкнутом состоянии полупроводник всегда имеет небольшую утечку тока, которая вызывает потерю мощности и, следовательно, нагрев. В замкнутом состоянии всегда происходит падение напряжения на полупроводнике, что также вызывает нагрев. Наибольший нагрев происходит в цепи, где протекает много тока, если на полупроводнике уже высокое напряжение. Нагревание — главная проблема полупроводниковых переключателей. Второй момент заключается в том, что при сильных индуктивных нагрузках, генерируемых скачками напряжения, рассеяние энергии в полупроводнике становится недопустимо большим.
  - твердотельные переключатели. В зависимости от использования изготавливаются с МОП-структурой, симистором или БТИЗ.
  - тиристорные переключатели. Тиристор часто используется в простых регуляторах мощности. С тиристором угол зажигания регулируется относительно переменного напряжения таким образом, чтобы регулировалось среднее напряжение. Разновидностью тиристора является симистор. Используется в диммерах. Симистор может пропускать ток в обоих направлениях, тиристор — только в одном направлении.
  - БТИЗ-переключатели. Для переключения очень сильных токов используются не тиристоры, а БТИЗ.
  - МОП-переключатели
  - Транзисторные контакты. Используется, например, в бесконтактных выключателях. Существуют версии NPN и PNP, поэтому их необходимо подключать по-разному.
- Фиксированные металлические контакты — наиболее часто используемые контакты, которые мы встречаем в реле, контакторах, кулачковых переключателях, микропереключателях или герконах.
- Ртутные контакты в настоящее время запрещены директивой RoHS. В старых установках ртутные контакты иногда использовались из-за их высокой коммутационной способности постоянного тока.

## Теория электрических контактов
Большой вклад в теорию и применение электрических контактов внёс Рагнар Холм (Ragnar Holm), шведский физик и исследователь в области электротехники.
Макроскопически гладкие и чистые поверхности микроскопически шероховаты и на воздухе загрязняются оксидами, адсорбированными водяными парами и атмосферными загрязнителями. Когда два металлических электрических контакта соприкасаются, фактическая площадь контакта металла с металлом мала по сравнению с общей площадью соприкосновения между контактами. В теории электрических контактов относительно небольшая область, где электрический ток протекает между двумя контактами, называется a-точкой, где «a» обозначает «неровность» (англ. asperity). Если небольшую a-точку рассматривать как круговую область и удельное сопротивление металла однородно, то ток и напряжение в металлическом проводнике имеют сферическую симметрию, и простой расчёт может связать размер a-точки с сопротивлением стыка электрического контакта. Если между электрическими контактами имеется контакт металл-металл, то электрическое контактное сопротивление, или ECR (в отличие от основного сопротивления металла контакта) в основном обусловлено протеканием тока через очень маленькую область, a-точку. Для контактных точек с радиусами, меньших среднего свободного пробега электронов {\displaystyle \lambda }, возникает баллистическая проводимость электронов, что приводит к явлению, известному также как сопротивление Шарвина. Контактное усилие или давление увеличивает размер a-точки, что уменьшает сопротивление сжатию и сопротивление электрического контакта. Когда размер контактных неровностей становится больше среднего свободного пробега электронов, контакты типа Холма становятся доминирующим транспортным механизмом, что приводит к относительно низкому контактному сопротивлению.

## Защита

### Защита людей
Контакты, особенно выключатели, не должны представлять опасности для пользователя (например, поражение электрическим током, механические травмы). Это класс, который определяет уровень электрической защиты.
Контакты также делятся на 2 категории:
- «сухие контакты» — у контакта нет гальванической связи с цепями электропитания и «землёй», то есть контакт гальванически развязан от управляющего сигнала.
- «влажные контакты»[14].

Их определения выражают не степень влажности, а происхождение изменения состояния. Пример: ртутное реле с влажным контактом.

### Защита от внешних элементов
Контакты, особенно выключатели, соответствуют стандарту защиты в зависимости от их использования (влажная или пыльная среда). Это класс защиты (IP). Этот стандарт не определяет защиту от газов. Но если наличие газа является ограничением, IP68 полностью герметичен.

## Техническое обслуживание
В зависимости от выбора производителя, контакты содержат более или менее окисляемые материалы. Класс защиты людей, выбранный при проектировании, обязывает гарантировать поддержание этого уровня безопасности на протяжении всей жизни контакта. Конструкция и производство должны быть спроектированы таким образом, чтобы минимизировать профилактическое обслуживание и сохранять характеристики переключения и проводимости.
Самый простой метод — чистка контактных поверхностей проволочной щёткой или наждачной бумагой. Устройство выключают и протирают до исчезновения оксида.

## Аббревиатуры и схемы
| Аббревиатура    | Схема |
| --------------- | ----- |
| SPST            |       |
| SPDT            |       |
| SPCO SPTT, c.o. |       |
| DPST            |       |
| DPDT            |       |
|                 |       |
| DPCO            |       |
| 2P6T            |       |